# François Turrettini

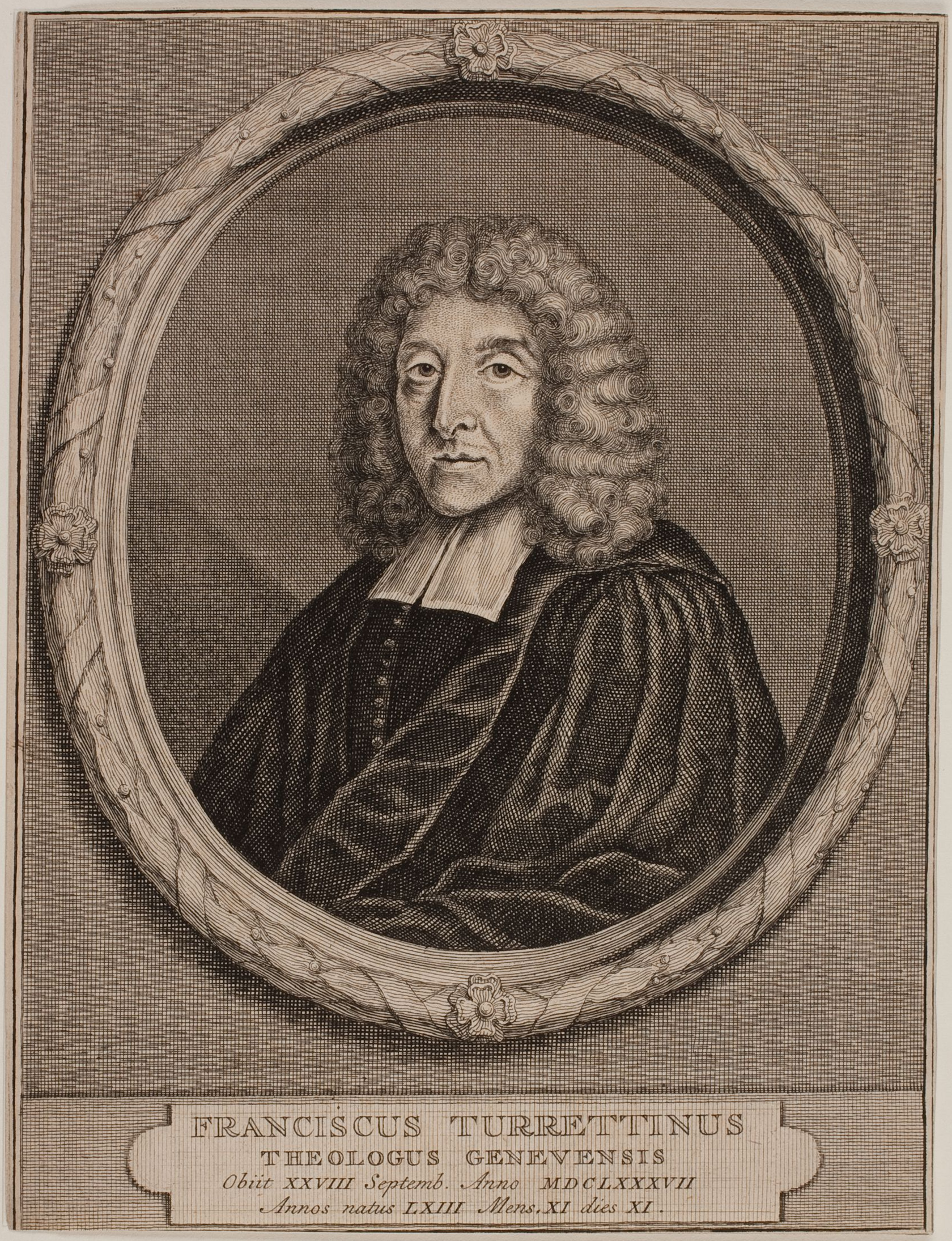
François Turrettini

François Turrettini (* 17. Oktober 1623 in Genf; † 28. September 1687 ebenda) war ein Genfer reformierter Theologe aus der Genfer Theologenfamilie Turrettini.

## Leben und Wirken
Turrettini war der Sohn des Genfer Theologieprofessors Bénédict Turrettini und studierte 1643 bis 1646 in Genf, dann in Leiden, Utrecht, Paris, Saumur, Montauban und Nîmes evangelische Theologie. 1647 kehrte er nach Genf zurück und wurde im folgenden Jahr als reformierter Pfarrer ordiniert. Er diente 1648 der italienischsprachigen reformierten Gemeinde und 1648–1652 der französischsprachigen. 1653 wurde er wie sein Vater Professor der Theologie an der Genfer Akademie, wo er bis 1687 lehrte. 1654 bis 1657 und 1668 bis 1670 amtete er als Rektor. Zu seiner Zeit war er die führende Figur der reformierten Kirche Genfs.
1661 bis 1662 reiste Turrettini als Vertreter der Republik Genf in die Niederlande, und er setzte sich auch für die Hugenotten in Frankreich und die Waldenser im Piemont ein. 1669 heiratete er Isabelle de Masse.

## Werke und Lehre
Zusammen mit Johann Heinrich Heidegger verfasste er 1674 den Consensus Helveticus gegen Moyse Amyraut und Louis Cappel. Während er selber der strengen calvinistischen Orthodoxie angehörte, wurde sein Sohn Jean-Alphonse Turrettini zusammen mit Jean Frédéric Ostervald und Samuel Werenfels zum Wegbereiter von Pietismus und Aufklärung. Turrettini legte seine Predigten und Andachten in Sammlungen an und publizierte auch weitere theologische Schriften. Seine Institutio theologiae elencticae, die 1679 bis 1685 entstanden ist, gilt als typische orthodox-reformierte Dogmatik, die sich an der Dordrechter Synode 1618–1619 festgelegten Lehre orientierte.
1714 wurden sämtliche seiner Werke per Dekret der römisch-katholischen Glaubenskongregation auf den Index gesetzt.